# Church of Scotland

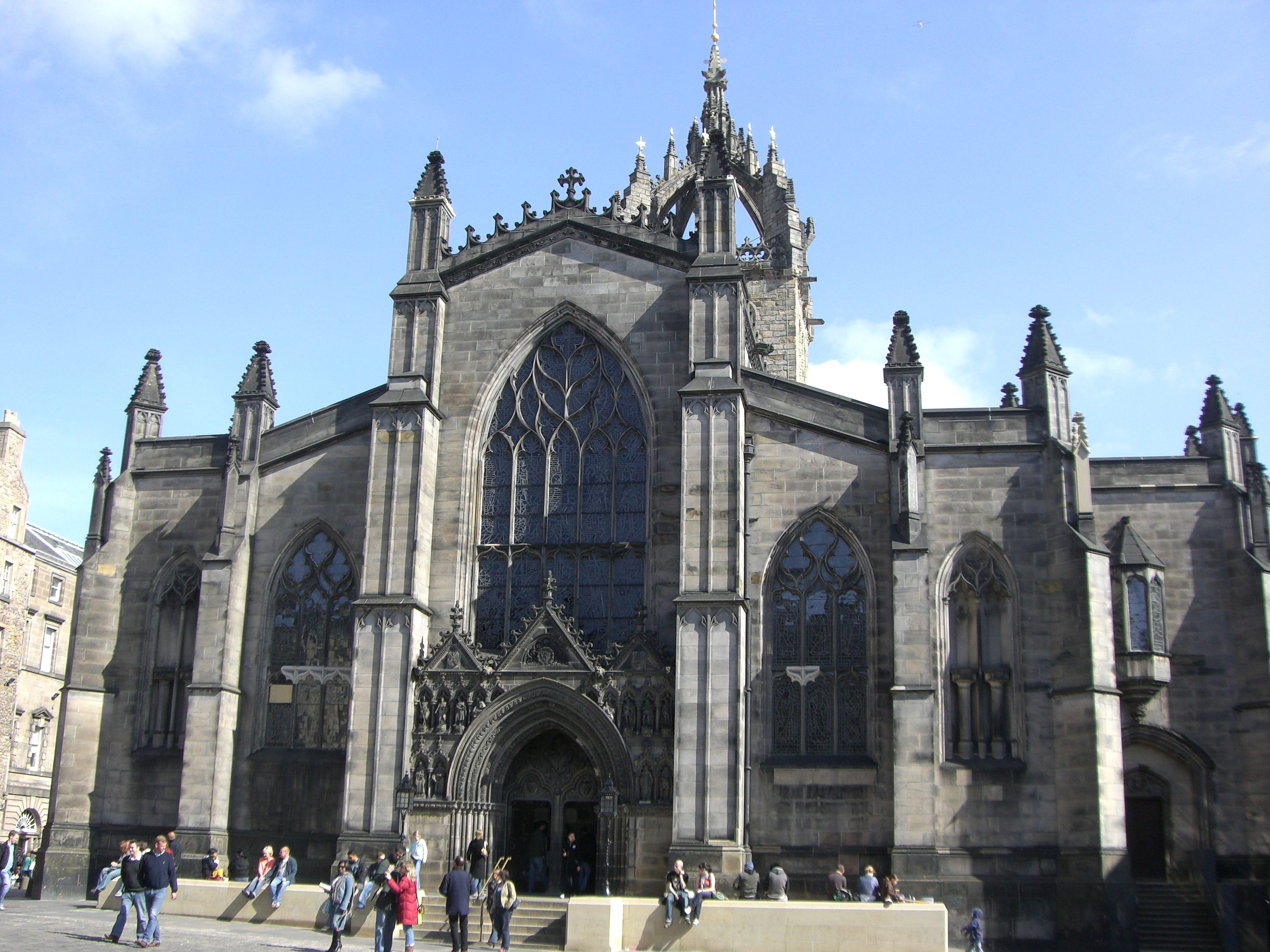
St Giles’ Cathedral in Edinburgh

Die Church of Scotland (schottisch-gälisch: Eaglais na h-Alba, Scots: Kirk o Scotland, deutsch „Kirche von Schottland“) ist eine presbyterianische (reformierte) Kirche. Im allgemeinen, informellen Sprachgebrauch wird sie „the Kirk“ genannt. Sie ist nicht, wie die (anglikanische) Church of England, die etablierte Staatskirche, hat aber als die über Jahrhunderte vorherrschende Kirche den Charakter einer Nationalkirche und immer noch eine besondere Stellung in Schottland.
Die Kirche gab im Jahr 2019 ihre Mitgliederzahl mit 325.695 an, was weniger als 6 % der Einwohnerschaft Schottlands entspricht. Bei der Volkszählung von 2014 gaben jedoch 27,8 % der Schotten an, sich der Church of Scotland zugehörig zu fühlen, nach anderen Quellen sogar 32 %. Die Kirche hat Gemeinden in allen Teilen Schottlands, aber auch einige Gemeinden in England sowie 15 Gemeinden außerhalb des Vereinigten Königreichs. Die Gemeinde für den deutschsprachigen Raum hat ihren Sitz im westdeutschen Bochum.

## Geschichte
Impulse der Reformation erreichten Schottland schon in den 1520er Jahren. 1528 wurde Patrick Hamilton, der die neue Lehre aus Deutschland gebracht hatte, in St Andrews hingerichtet. König Jakob V. bekämpfte die protestantischen Bestrebungen, insbesondere nach dem Beginn der englischen Reformation 1531. Auch nach Jakobs Tod setzte sich die Religionspolitik fort; ein weiterer Reformationsversuch von George Wishart endete am 1. März 1546 ebenfalls mit Verurteilung, Hinrichtung und Verbrennung in St Andrews.
Erst John Knox, der nach Wisharts Tod die Führung übernahm und im zeitweiligen Exil in Genf von Johannes Calvin geprägt wurde, konnte die Reformation etablieren. 1559 nach Schottland zurückgekehrt, gewann er große Teile der Bevölkerung sowie des einflussreichen Adels für die reformatorische Lehre und erreichte im August 1560, dass das schottische Parlament die Confessio Scotica annahm. 1559/1560 wurden die schottischen Klöster aufgelöst. Die katholische Königin Maria Stuart, die 1561 aus Frankreich zurückgekehrt war, ratifizierte den Übergang ihres Landes zur Reformation zwar nicht, bekämpfte ihn zunächst aber auch nicht, so dass die kirchliche Lage lange unbestimmt blieb. Erst mit der 1592 erfolgten Annahme des Second Book of Discipline von 1578 wurde die Reformation konsolidiert und die Staatskirche erhielt ihre klare presbyterianische Struktur. Das Bischofsamt blieb zwar bestehen, war in seinen Kompetenzen aber stark beschränkt.
Seitdem Maria Stuarts Sohn Jakob 1603 in Personalunion England und Schottland regierte, versuchte er, auch der schottischen Kirche ein episkopales Gepräge zu geben. Sein Sohn Karl I. setzte diese Politik fort. Sein Versuch, das anglikanische Book of Common Prayer auch in Schottland einzuführen, rief den Widerstand der Covenanters hervor und führte dazu, dass die General Assembly von 1638 das Bischofsamt in Schottland abschaffte. Dies löste die Bischofskriege aus, die zur unmittelbaren Vorgeschichte des Englischen Bürgerkriegs gehörten. In dessen Verlauf berief das Lange Parlament 1643 die Westminstersynode ein, die für die Kirchen in England und Schottland eine gemeinsame Glaubensgrundlage und Kirchenordnung formulieren sollte. Das Bekenntnis von Westminster wurde vom Parlament 1647 gebilligt, konnte sich aber nur in Schottland durchsetzen, auch wenn durch die Stuart-Restauration von 1660 das Bischofsamt zeitweise wieder errichtet wurde.
Seit der Glorious Revolution 1688/1690 ist das Bischofsamt in der Church of Scotland endgültig abgeschafft; die Kirche ist seither definitiv presbyterianisch geordnet. Dies führte zu einer Spaltung, aus der die anglikanisch-episkopale Scottish Episcopal Church, eine Schwesterkirche der Kirche von England, entstand.
Als mit dem Act of Union 1707 das schottische Parlament aufgelöst wurde, ging die kirchliche Gesetzgebung auf das Parlament des Vereinigten Königreichs über. Hierdurch ergaben sich immer wieder Spannungen, weil die Presbyterianer die Unabhängigkeit der Kirche von staatlichem Einfluss forderten. Ein Streit um die Patronatsrechte führte 1843 zur Abspaltung („disruption“) eines starken Flügels, der die Free Church of Scotland gründete. Erst der Church of Scotland Act, den das Parlament 1921 verabschiedete, entließ die Church of Scotland in die Unabhängigkeit, definierte sie jedoch weiter als „Nationalkirche“, was auch die Wiedervereinigung mit dem größten Teil der inzwischen zur United Free Church of Scotland gewandelten Freikirche ermöglichte. Bei den Generalversammlungen ist daher immer noch die Königin beziehungsweise der König, meist durch einen Repräsentanten (Lord High Commissioner to the General Assembly of the Church of Scotland), anwesend, jedoch „technisch“ nicht im Saal. Die Church of Scotland ist die einzige Institution Großbritanniens, über die das Parlament keine souveräne Gesetzgebungskraft hat. Ein Anschluss an die anglikanische Church of England wurde 1959 und 1971 von den Generalversammlungen abgelehnt.

## Formen, Gliederung und Leitung
Wie es bei reformierten Kirchen üblich geworden war, kannte auch die Church of Scotland keine Heilige Messe in Latein und keinen Zölibat der Pfarrer mehr. Sie war und ist vielmehr eine Kirche der Bibel als Wort Gottes, der Predigt in der Volkssprache und wo Laien eine wichtige Rolle spielen dürfen. Bisherige religiöse Symbole wie Bilder, Statuen und Altäre wurden nach der Reformation komplett aus den Kirchen entfernt. Orgeln und andere Instrumente wurden zugunsten einfacher Psalmengesänge abgeschafft. Ordnung, Pünktlichkeit, Sparsamkeit, Nüchternheit, Mäßigung, Zurückhaltung, Mitbeteiligung für viele und Schulbildung für alle wurden gefördert und prägten auch die schottische Gesellschaft und deren Alltag zunehmend.
Die Church of Scotland organisiert sich von den Kirchengemeinden zu den Kirchenkreisen (presbyteries) zur Generalversammlung (General Assembly). Diese findet einmal jährlich im Mai in der Regel in Edinburgh statt. Die General Assembly Hall war auch der Übergangssitz des Schottischen Parlaments.
Gemäß der calvinistischen Vierämterlehre werden in der Church of Scotland sowohl Pastoren als auch Presbyter (elders) ordiniert, seit 2010 auch Diakone. 1888 wurde mit Grisell Baillie erstmals eine Frau als Diakonin eingesetzt. Die Ordination von Frauen als elders gibt es seit 1966, ordinierte Pastorinnen seit 1968. Im Jahre 2004 stand Alison Elliot als erste Frau der Generalversammlung als moderator vor.

## Motto, Flagge, Wappen und Logo

Flagge der Church of Scotland

Die Flagge, das Wappen und das Logo symbolisieren das Motto der Church of Scotland „nec tamen consumebatur“ (deutsch: „und er wurde nicht verzehrt“). Es bezieht sich auf den brennenden Dornbusch in der Berufungsgeschichte des Mose (Ex 3,2 ). Dieser Busch wurde, obwohl er in Flammen stand, nicht verbrannt, und Gott berief Mose dazu, das Volk Israel aus Ägypten herauszuführen. Dieser brennende Dornbusch wird vor dem Andreaskreuz der schottischen Flagge (Saltire) gezeigt.

## Ökumene
1910 fand eine wichtige Missionarische Versammlung der christlichen Ökumenischen Bewegung in Edinburgh statt. Seither gehört die Church of Scotland zahlreichen Organisationen der Ökumene an, beispielsweise dem Ökumenischen Rat der Kirchen, der Konferenz Europäischer Kirchen, der Gemeinschaft Evangelischer Kirchen in Europa und der Weltgemeinschaft Reformierter Kirchen. Auf nationaler Ebene arbeitet sie in Churches Together in Britain and Ireland (CBTI) und in Action of Churches Together in Scotland (ACTS) mit.